# جدارية مجلس الأمن التابع للأمم المتحدة

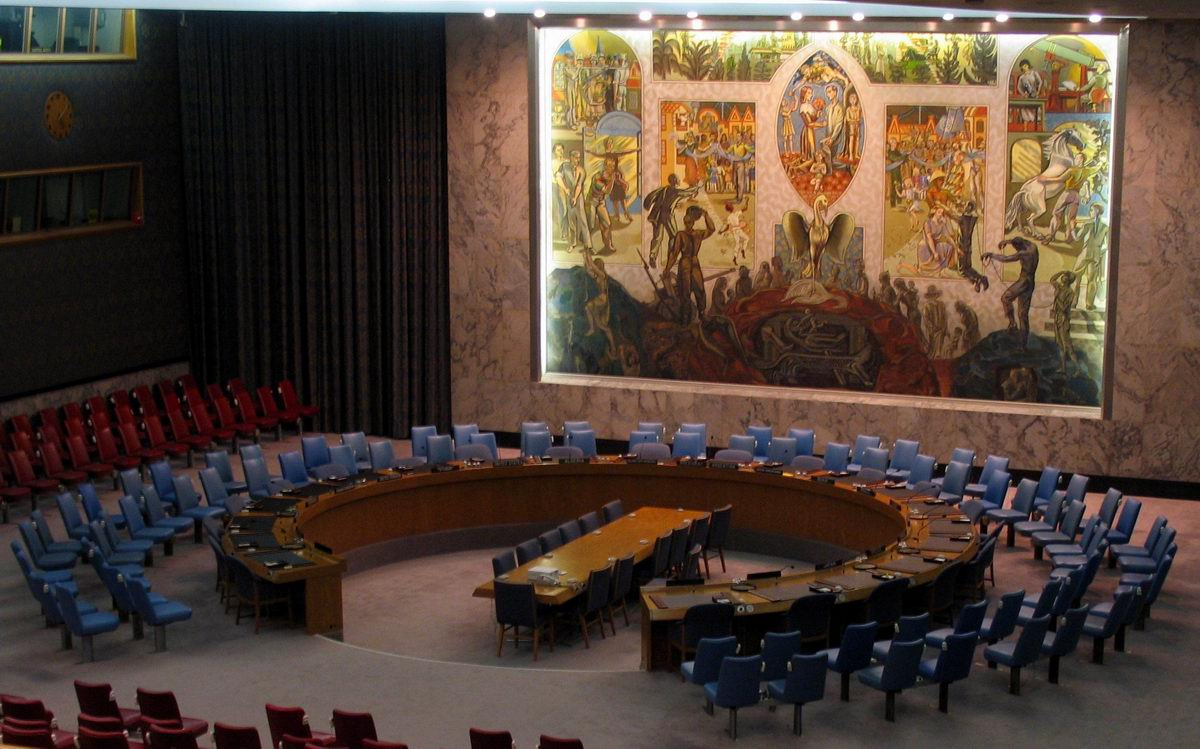
جدارية مجلس الأمن التابع للأمم المتحدة، بريشة بير كروغ (1952)

جدارية مجلس الأمن التابع للأمم المتحدة هي لوحة زيتية للفنان النرويجي بير كروغ معروضة في الأمم المتحدة في مدينة نيويورك منذ 22 أغسطس 1952. تتميز اللوحة الجدارية، وهي عبارة عن لوحة قماشية بأبعاد ثمانية أمتار على خمسة (16 × 26 قدمًا)، وتقع على الجدار الشرقي لمجلس الأمن التابع للأمم المتحدة، بصورة مركزية لطائر الفينيق الصاعد المحاط بصور الحرب والتنافر، بالقرب من أسفل اللوحة الجدارية، وصور أكثر هدوءًا في الأعلى.
رافقت اللوحة الجدارية ترميمات مجلس الأمن من قبل المهندس المعماري النرويجي أرنستاين أرنبيرج، وتم عرضها لأول مرة علنًا في 4 أبريل 1952. بتكليف من الحكومة النرويجية كهدية من النرويج إلى الأمم المتحدة.
في عام 2013، صرح وزير الخارجية النرويجي إسبن بارث إيدي، بأن طموح كروغ هو "منح الأمم المتحدة غرفة يمكن أن تلهم العاملين فيها لتنفيذ جوهر تفويض الأمم المتحدة".

## خلفية الفنان
ولد بير كروغ، المعروف أيضًا باسم بير لاسون كروغ، في 18 يونيو 1889 في أوسلو بالنرويج وتوفي في 3 مارس 1965 في أوسلو عن عمر يناهز 75 عامًا  بصفته نجل الرسام كريستيان كروغ، درس بير كروغ على يد والده في مدرسة الفنون أكاديمية كولاروسي في باريس بين عامي 1903 و1907. بين عامي 1907 و1909 كان كروغ تلميذًا للرسام الفرنسي هنري ماتيس. ثم عاد إلى النرويج وعُيِّن أستاذاً في مدرسة الفنون والحرف الحكومية في أوسلو. كما نصت دائرة المعارف البريطانية، "كانت لوحات كروغ المبكرة في الأساس مناظر طبيعية وصور شخصية، لكن ضرباته الكبيرة والمعبرة والمتدفقة كانت أكثر ملاءمة للطابع الضخم للرسومات الجدارية".

## عملية الاختيار والتصميم
عهدت الأمم المتحدة إلى النرويج بتجهيز وتزيين مجلس الأمن بينما كانت السويد والدانمارك مسؤولتان عن مبنى الجمعية العامة ومبنى الأمانة العامة. وقد مُنحت هذه الدول الإسكندنافية الثلاث دور التعبير عن "الموقف السياسي والدبلوماسي والرمزي المهم الذي كلفت به هذه الدول خلال المرحلة الأولى من إنشاء منظمة الأمم المتحدة". وفقًا لغلامبيك، تم اختيار أعمال بير كروغ وفنانين نرويجيين آخرين من قبل جاك كارلو وهوارد روبرتسون من لجنة الأمم المتحدة الفنية لتقديمها إلى الأمانة العامة للأمم المتحدة.
بمجرد اختياره لإكمال اللوحة الجدارية، أنشأت السلطات المحلية في أوسلو استوديوًا فنيًا لكروغ لاستخدامه لرسم اللوحة الجدارية. في عام 1940، صمم كروغ العمل الفني وقدم رسومات تخطيطية للأمم المتحدة.

## الإلهام الفني
تصميم كروغ الجداري مستوحى من اللوحات الجدارية الإيطالية التقليدية من عصر النهضة. أعاد تفسير اللوحات الجدارية لعصر النهضة بأشكال حديثة للرسم من خلال تطبيق الدهانات الزيتية على قطعة كبيرة من القماش الجاف. كان إيمان كروغ المسيحي القوي أيضًا مصدر إلهام رئيسي لجداريته، حيث يشبه تفسيره الحديث للرسومات الجدارية لعصر النهضة الإيطالية الجداريات الدينية الموجودة في الكنائس الكاثوليكية. عند رسم اللوحة الجدارية، استوحى كروج أيضًا من معلمه هنري ماتيسي. ألهم ماتيس كروج لاستخدام مزيج من ألوان الحوشية والإيماءات المبالغ فيها وتصوير الحياة اليومية. كان كروغ أيضًا جزءًا من مجموعة من أربعة فنانين نرويجيين بما في ذلك هنريك سورنسن وجان هيبرغ وأكسل ريفولد الذين أكدوا على الغرض من فنهم كشكل من أشكال التعليم الأخلاقي. يتضح هذا في جدارية مجلس الأمن من خلال هدف كروغ لإنشاء عمل فني يلهم السلام والوئام.

## الموضوع

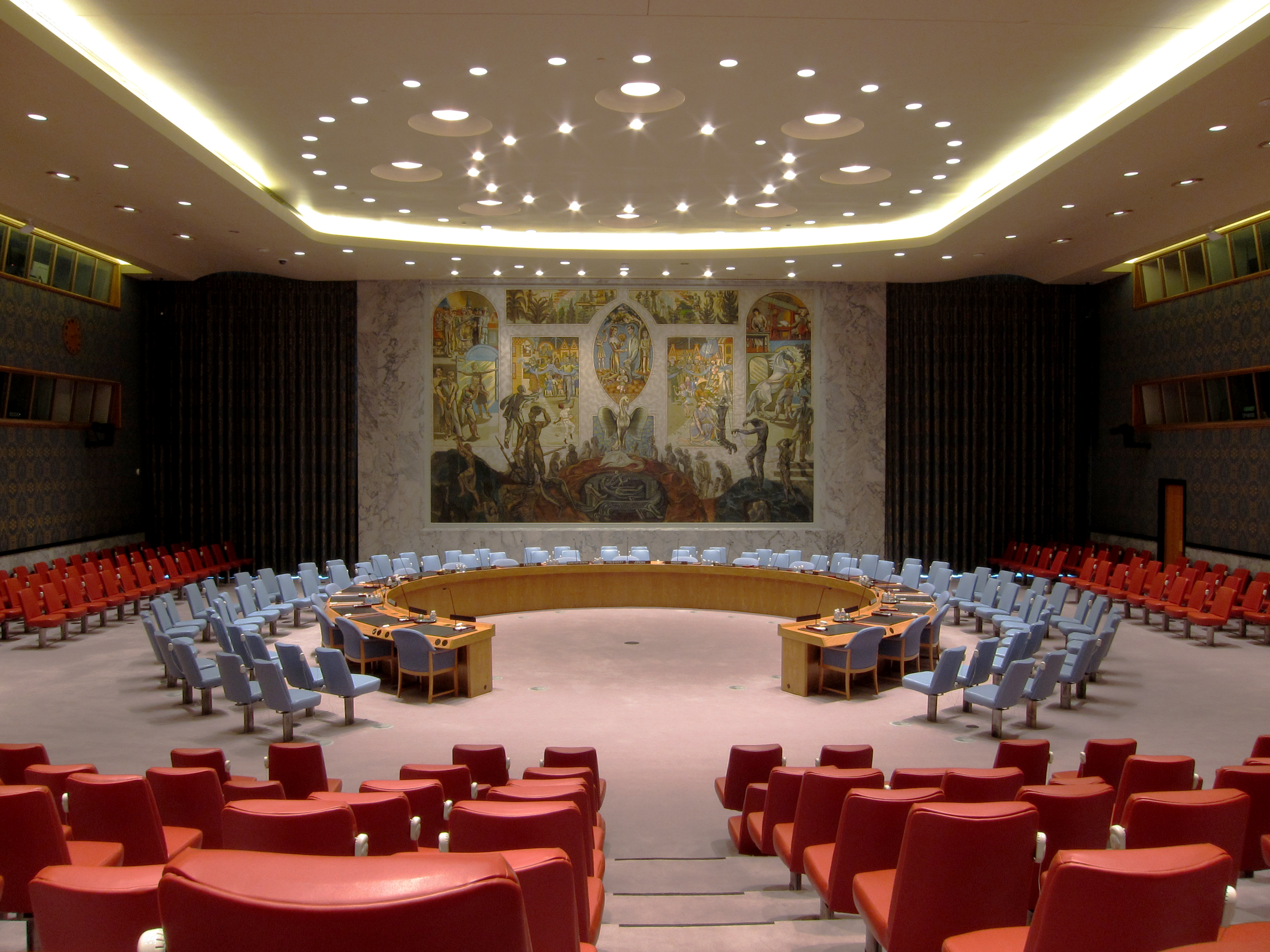
الجدارية كما تظهر من مقاعد المراقبة في مجلس الأمن

يتكون عمل كروغ الفني من ثمانية عناصر رئيسية وحقل سفلي كبير وسبع لوحات مؤطرة منفصلة. تتحد هذه اللوحات معًا لعرض قصة مصورة يمكن قراءتها كقصة أفقية ورأسية.

### الحقل السفلي
في الحقل السفلي، استخدم كروغ لمسات بنية وحمراء لتصوير تنين ملفوف يحمل سيفًا في فمه وهو يحاول سحبه من جسده. فوق التنين رسم كروج جسرًا وتلًا منحدرًا يتسلق فيه البشر نحو حقل أكثر إشراقًا فوقه. يتحرك هؤلاء الرجال والنساء والأطفال من كل جانب من جوانب التل المنحدر للالتقاء في المنتصف حيث يقف طائر الفينيق الأبيض فاتحا أجنحته. أراد كروغ أن يعرض صورة للعالم المستقبلي حيث تنقذ الأمم المتحدة العالم، تمامًا كما هو معتقد في المسيحية، أنقذ يسوع المسيح العالم. يتضح هذا من خلال استخدامه لإطار عمل الأيقونات المسيحية حيث استبدل المسيح بعنقاء صاعد.
ووفقًا للأمم المتحدة، فإن الحقل السفلي للجدارية "يمثل جهود الإنسان للخروج من الماضي المظلم للحرب والعبودية إلى حياة أفضل ومستقبل ينير بالعلم والفنون". على الجانب الأيمن من الحقل السفلي، رسم كروغ صورة لثلاثة رجال مقيدين تحتضنهم الأشكال البشرية في اللوحة أعلاه. على الجانب الأيسر، تتسلق شخصية أنثى حبلًا وتتجه أيضًا نحو لوحة أكثر إشراقًا في الأعلى. تصور كلتا الصورتين على الجانب الأيمن والأيسر "مشاهد متعددة لصراع الإنسان مع الحياة والموت".

### اللوحتان المربعتان
في اللوحين المربعين، تعرض الواجهة حشدًا من الأشخاص المبتهجين من أعراق مختلفة وخلفية مليئة بالعمارة الحضرية. يمتد خط من الحرير الأزرق بين اللوحين المربعين والألوان النابضة بالحياة تخلق "تباينًا صارخًا بين الشكل المظلم الذي يتسلق المنطقة الحضرية وظهره لنا والحشد ذو الملابس الملونة التي تواجهنا". يوضح خط الحرير الأزرق الممتد بين اللوحين المربعين التزام الأمم المتحدة بالسلام والحرية الفردية في المستقبل. في اللوحة المربعة اليمنى، يقف رجل يلوح بعلم الأمم المتحدة وسط الحشد المبتهج، مشددًا على دور الأمم المتحدة في خلق عالم يسوده السلام بعد الحرب العالمية الثانية.

### اللوحة المركزية
تقع القطعة البيضاوية في وسط العمل الفني فوق العنقاء وتعرض صورة من الهدوء والصفاء كرجل وامرأة وطفل جالسين راكعين. تعكس هذه اللوحة الهدف الرئيسي لمجلس الأمن - "الحفاظ على العالم في حالة سلام". المرأة راكعة ومعها باقة من الزهور في يدها وتمسك بمرفق الرجل بجانبها. فوق الزوجين، تُصوَّر شجرة حيث يُصوَّر شخص يسلم فاكهة برتقالية إلى الطفل أدناه، ترمز إلى الصدقة. كما ذكر تريغفي نيرغارد، استوحى كروغ الصورة من تراثه الشخصي ولوحة السلام في المتحف الوطني النرويجي. في هذا العمل الفني، "أحاط الأطفال بالوالدين الجاثمين في هدوء آمن"، مما ألهم كروغ لوضع مفهوم مماثل في مركز مجلس الأمن التابع للأمم المتحدة. على الجانب الأيمن من الشجرة، يقف صبي يراقب النعيم العائلي المشترك بين الجاثمين.

### اللوحة اليسرى
تصور اللوحة اليسرى أيضًا بيئة المدينة. أهم ما يميز اللوحة هو شخصية بشرية تُصوَّر على أنها تفتح نافذة، مما يسمح لأشعة الشمس بالدخول إلى الغرفة. كما تم تصوير رجل يسحب امرأة من العالم المظلم أدناه. في الجزء العلوي من هذه اللوحة، ينخرط ستة أشخاص في معاملات تجارية ويتبادلون أدوات وأكياس القمح المختلفة. يوضح هذا التحرك من الحرب العالمية الثانية نحو الانسجام والمشاركة.

### اللوحة اليمنى
في هذه اللوحة، يوضح كروغ صورة لرجل يقف بجانب حصان قافز، معجب بشخصية مع فأس بألوان داكنة من الأسفل. فوق الحصان تجلس امرأة تنظر في مجهر ورجل ينظر إلى تلسكوب، مما يوضح المعرفة المتزايدة في العالم وقيمة الصحة والعلوم.

### الحقل العلوي الأيسر
تهيمن الأشجار الخضراء التي تشبه أشجار النخيل وأشجار السرو على الحقل العلوي بأكمله. على اليسار، تم تصوير شخصين لبناء شكل من أشكال الهندسة المعمارية الذي تم اقتراحه ليشبه مجلس مدينة أوسلو ويمثل التوسع الصناعي. في الزاوية اليسرى العلوية، يقف شخص بجوار لوحة بيضاء ويبدأ في رسم الشمس أمامه.

### الحقل العلوي الأيمن
تهيمن أيضًا على اللوحة العلوية اليمنى صور للنباتات الموجودة بالمثل في الحقل الأيسر. تعرض هذه اللوحة ثلاث صور مميزة. زوج من المهرجين الراقصين، وشخصية تعزف على البيانو ورجلان في الخلفية يعزفان على الآلات الموسيقية، ويوضح حركة المجتمع نحو تقدير الفنون الجميلة والموسيقى والمسرح. الخلفية مغطاة أيضًا بناطحات السحاب مما يخلق صورة أخرى لبيئة المدينة.

## التعابير

### المساواة والوئام
يتم عرض مشاهد المساواة في لوحتين مستطيلتين حيث صور كروغ صوراً لرجال مستعبدين تحتضنهم حشود من الناس من أعراق مختلفة. في اللوحة اليمنى، يسحب شخصية بشرية من الحشد رجلًا بغطاء رأس آسيوي من تحته، مما يرمز إلى المساواة مع الناس من قارات مختلفة. وكما أوضحت الأمم المتحدة، "ترمز إلى المساواة مجموعة من الناس يزنون الحبوب ليشاركها الجميع".

### النعيم العائلي
ترمز اللوحة المركزية ذات الشكل البيضاوي إلى الرغبة في تكوين أسرة جيدة تتشارك في التعاطف والانسجام في النظام العالمي الجديد. سعى كروغ إلى تلخيص توقعات مجلس الأمن بأن "يعمل كوصي على النظام الدولي في حقبة ما بعد الحرب".

### الاستعادة
الألوان الداكنة والرماد الموصوفة في الحقل السفلي للعمل الفني هي رمز للحرب العالمية الثانية. كما حددها الفنان، "جوهر الفكرة هو إعطاء انطباع بالضوء والأمان والفرح. العالم الذي نراه في المقدمة آخذ في الانهيار، بينما يمكن بناء العالم الجديد القائم على الوضوح والانسجام". تعبر صورة امرأة تفتح نافذة للسماح بدخول أشعة الشمس إلى الغرفة في أقصى اللوحة اليسرى عن العالم المتناغم الجديد. أراد كروغ أن يلهم العمل الفني المندوبين في قاعة مجلس الأمن لضمان أن يوفر عمل الأمم المتحدة الفرصة لحياة جديدة وأكثر قيمة بعد مآسي الحرب العالمية الثانية.

### الإيمان
في جميع أنحاء الجدارية، جمع كروغ عناصر من مصادر مسيحية مختلفة. مستوحى من صورة المسيح وهو ينهض من التقليد الكاثوليكي، ابتكر كروغ صورة لعنقاء بيضاء صاعدة، مما يجعل اللوحة الجدارية مرتبطة بالجمهور العالمي. هناك إشارات أخرى للكنيسة الأرثوذكسية اليونانية من خلال استخدام لوحة مركزية على شكل لوز تسمى ماندورلا، والتي تعرض تقليديًا صورًا مقدسة.

## بعد الاتمام
بين أبريل 2010 - 2013، تمت إزالة اللوحة الجدارية لتنظيفها وإعادة تجميعها وإعادة عرضها في مجلس الأمن. تبرعت الحكومة النرويجية بأكثر من 8.2 مليون دولار أمريكي للمساعدة في تجديد قاعة مجلس الأمن. تضمنت التجديدات استبدال الحرير الأزرق الأصلي المعروض في لوحين مستطيلين يصوران مرساة الإيمان وزراعة حنطة الأمل وقلب الصدقة مع حرير المنسوجات بسبب انكماش الحرير الأصلي.

## النقد
شكك العديد من الأكاديميين في حياد الجدارية، ولا سيما انعكاسها على النرويج. في مقال نشرته المجلة الألمانية عن الأمم المتحدة، أثارت ماريا ساندفيك مسألة ما إذا كان الأمين العام النرويجي تريغفي لي وكبير المهندسين المعماريين أرنستين أرنيبيرج قد ضغطوا على كروج لرسم العمل الفني في اتجاه معين. كتب إنجبورج جلامبيك أنه "من الواضح أن أول أمين عام للأمم المتحدة، تريغفي لي من النرويج كان مؤثرًا عندما تم اتخاذ القرار". قال كبير مهندسي غرفة الأمن، أرنيبرغ، إن تريغفي لي، بصفته الأمين العام، مارس سلطة كبيرة في ضمان "تعليق لوحة كروغ في قاعة المجلس". تعقد هذا الجدل بسبب عدم الوضوح حول كيفية تمويل النرويج وأرنيبورغ لإنشاء أعمال كروغ الفنية.
نشأ جدل آخر حول تصميم كروغ للجدارية، عندما تم تقديمها إلى مجموعة خاصة من لوحة الأمم المتحدة الفنية. كانت هذه اللجنة مسؤولة عن تقييم جميع المقترحات الفنية لمجلس الأمن. لم تقبل اللجنة في البداية المفهوم الفني لكروغ، مشيرة إلى مخاوف من أن تعقيد العمل الفني قد يصرف انتباه المندوبين، ويفقدهم التركيز. رداً على ذلك، رفض كبير المهندسين المعماريين، أرنيبورغ، وجهة نظر اللجنة، مشددًا على أن "اللوحة كانت مهمة جدًا للتأثير الذي سيكون للغرفة كنافذة على الثقافة والفن النرويجي."  في 7 يناير 1950، صدر مرسوم ملكي (كلف النرويج 109,000 كرونة) جعل الموافقة على اللوحة إلزامية للجنة الفنية التابعة للأمم المتحدة.
وقوبلت جدارية كروغ بالنقد، فقد وصفتها لوس أنجلوس تايمز، بأنها "خيالية"، بينما وصفتها هيئة الإذاعة البريطانية بأنها "أسوأ لوحة جدارية في العالم، حيث جلست محدقا فيها لساعات طويلة محيرة". وتساءلت الأكاديمة النرويجية، ماريا ساندفيك، عما إذا كان لي تريف وأرنيبورغ قد ضغطا على كروغ ليرسم الجدارية في اتجاه معين. سؤال وجيه، خصوصاً إذا أخذنا بالاعتبار مواقف تريف المعادية للعرب، والفلسطينيين تحديداً، والتي بلغت حد تعاونه مع منظمات صهيونية مسلحة، وتسريب معلومات عسكرية ودبلوماسية ساهمت في تأسيس إسرائيل، وإدانة ردود فعل الدول العربية. دعم تريف الكيان الصهيوني جعل الصحافي النرويجي أود كارستن، المتخصص في قضايا الشرق الأوسط، ينعته بـ "الأب الروحي لإسرائيل".